# Chongoni
Chongoni je oblast o rozloze 126,4 km² ležící v okrese Dedza ve střední části Malawi. Krajina je hornatá s nadmořskou výškou přesahující dva tisíce metrů a porostlá suchým lesem miombo. Nachází se zde největší koncentrace skalního umění ve střední Africe: 127 míst se zachovanými starobylými malbami. Nejstarší artefakty vytvořili v období před naším letopočtem Twaové, žijící na úrovní doby kamenné. Když oblast ovládli bantuští zemědělci Čevové, navázali na tuto tradici, jen původní červené pigmenty nahradili bílými a od geometrických motivů přešli k realistickým znázorněním zvěře nebo rituálů tajné společnosti Nyau, spojených s ženskou i mužskou iniciací, pohřby nebo přivoláváním deště. Je doloženo, že místní obyvatelé vytvářeli malby ještě ve dvacátém století a reagovali v nich i na příchod Evropanů. V roce 1969 byly jeskyně Chentcherere zpřístupněny veřejnosti, roku 1990 bylo celé Chongoni vyhlášeno chráněnou oblastí a v roce 2006 byl region na zasedání Výboru pro světové dědictví zařazen na seznam památek Světového dědictví.